# Andy Beckwith
Andy Beckwith (* im 20. Jahrhundert) ist ein britischer Schauspieler.

## Werdegang
Andy Beckwith ist seit dem Jahr 2000 als Schauspieler aktiv. Seine erste Rolle spielte er als Erroll in dem Film Snatch – Schweine und Diamanten. Danach war er in Serien wie The Bill und EastEnders zu sehen, bevor er 2006 und 2007 im zweiten und dritten Teil der Fluch-der-Karibik-Saga die Rolle des Clanker, ein Mitglied aus Davy Jones Crew, übernahm.
Ab 2012 war er in Filmen wie Les Misérables und Ironclad 2: Bis auf’s Blut zu sehen und spielte außerdem die Rolle des Rorge in der Fantasyserie Game of Thrones. Beckwith lieh der Figur Capt. Drummond im Videospiel Dark Souls II seine Stimme.

## Filmografie (Auswahl)
- 2000: Snatch – Schweine und Diamanten (Snatch.)
- 2000–2002: The Bill (Fernsehserie, 3 Episoden)
- 2001: Armadillo (Fernsehserie, 1 Episode)
- 2002: Bollywood Queen
- 2003: EastEnders (Fernsehserie, 3 Episoden)
- 2005: Unleashed – Entfesselt (Unleashed)
- 2006: Pirates of the Caribbean – Fluch der Karibik 2 (Pirates of the Caribbean: Dead Man's Chest)
- 2007: Pirates of the Caribbean – Am Ende der Welt (Pirates of the Caribbean: At World's End)
- 2008: Der Preis des Verbrechens (Trial & Retribution, Fernsehserie, Episode 11x01)
- 2010: Whitechapel (Fernsehserie, 2 Episoden)
- 2011: The Jury (Fernsehserie, 3 Episoden)
- 2012: Les Misérables
- 2012–2014: Game of Thrones (Fernsehserie, 4 Episoden)
- 2013: By Any Means (Fernsehserie, Episode 1x01)
- 2014: Ironclad 2 – Bis aufs Blut (Ironclad: Battle for Blood)
- 2014: Grantchester (Fernsehserie, 1 Folge)
- 2016: Navy CIS (NCIS, Fernsehserie, Episode 13x21)
- 2016: The Infiltrator
- 2016–2017: Queens (Fernsehserie, 4 Episoden)
- 2017: Rise of the Footsoldier 3
- 2018: Jamestown (Fernsehserie, Episode 2x08)
- 2018: Show Dogs – Agenten auf vier Pfoten (Show Dogs)
- 2019: Once Upon a Time in London
- 2019: Men in Black: International
- 2019: The Coldest Game
- 2020: Belgravia – Zeit des Schicksals (Belgravia, Miniserie, Episode 1x03)